# GE Aerospace
GE Aerospace, cuya razón social es General Electric Company, tiene su sede principal en Evendale, Ohio, cerca de Cincinnati. Esta empresa es uno de los principales proveedores de motores de avión, proporcionando motores para la mayoría de los aviones comerciales. GE Aerospace formó parte del conglomerado General Electric, del que es su sucesor legal, una de las corporaciones más grandes del mundo. Hasta septiembre de 2005, esta división operaba bajo el nombre de General Electric Aircraft Engines (GEAE). En el mercado de motores, sus principales competidores son Rolls-Royce y Pratt & Whitney. Además, GE tiene dos empresas conjuntas con Safran Aircraft Engines de Francia, conocidas como CFM International y CFM Materials.

## Productos

### Turborreactores
- I-A (1942)
- J31 (I-16) (1943)
- J33 (I-40), with later production by Allison  (1945)
- J35, with later production by Allison (1946)
- J47 (1948)
- J79/CJ805 (1955)
- J85/CJ610 (1958)

### Turbofanes de postcombustión
- F101 (1970)
- F404 (1978) and canceled F412
- F110 (1984)
- F414 (1995)
- YF120, cancelled, basis for F136 (1989)
- F136, with Rolls-Royce (canceled)

### Turbofanes de bajo índice de derivación
- CJ805-23 (1960)
- F118 (1989)

### Turbofanes ligeros
- CF700
- CFE738, with Honeywell (1993)
- HF120, with Honda (2003)
- TF34/CF34 (1972)
- Affinity (2018)

### Turbofanes de alto índice de derivación
- TF39 (1968)
- CF6 (1970)
- CFM56/F108, with Snecma (1982)
- GE90 (1994)
- GP7200, with Pratt & Whitney (2006)
- GEnx (2007)
- CFM LEAP, with Safran (2016)
- Passport (2016)
- GE9X (2018)

### Turbopropulsores
- T31 (1945)
- T700/CT7 (1973)
- GE H80 (2000s)
- Catalyst (2018)

### Propfanes
- GE36 (1980s)

### Turboejes
- T58 (1953)
- T64 (1964)
- T700/CT7 (1978)
- GE38 (1980s)

### Propulsión de vehículos
- LV100, with Honeywell

### Propulsión industrial aerodinámica y marina
- LM500 - 4.5 MW derived from GE TF34
- LM1500 - 7.4 MW derived from GE J79
- LM1600 - 15 MW derived from GE F404
- LM2500 - 25-35 MW derived from GE TF39 and CF6-6
- LM5000 - 35 MW derived from GE CF6-50
- LM6000 - 41-52 MW derived from GE CF6-80C2
- LM9000 - 65 MW derived from the GE GE90-115B
- LMS100 - 100 MW derived from GE LM6000 and Frame Gas Turbine